# Pushout
Das Pushout (auch Kofaserprodukt, kokartesisches Quadrat, Fasersumme, amalgamierte Summe) ist ein Begriff aus dem mathematischen Teilgebiet der Kategorientheorie. Es handelt sich um die zum Pullback duale Konstruktion.

## Pushout von Moduln
Es seien {\displaystyle \alpha _{1}:X\rightarrow X_{1}} und {\displaystyle \alpha _{2}:X\rightarrow X_{2}} zwei Homomorphismen zwischen Moduln über einem Ring {\displaystyle R}.
Setzt man {\displaystyle Q:=\{(\alpha _{1}(x),\alpha _{2}(x)):\,x\in X\}\subset X_{1}\oplus X_{2}},
so ist das Pushout von {\displaystyle \alpha _{1}} und {\displaystyle \alpha _{2}}  definiert als
{\displaystyle P:=(X_{1}\oplus X_{2})/Q} mit den Homomorphismen
{\displaystyle \varphi _{1}:X_{1}\rightarrow P,\,\varphi _{1}(x_{1}):=(x_{1},0)+Q} und
{\displaystyle \varphi _{2}:X_{2}\rightarrow P,\,\varphi _{2}(x_{2}):=(0,-x_{2})+Q}
Man kann zeigen, dass {\displaystyle \varphi _{1}\circ \alpha _{1}=\varphi _{2}\circ \alpha _{2}}
und dass {\displaystyle P,\varphi _{1},\varphi _{2}} die folgende universelle Eigenschaft hat:
Ist {\displaystyle Y} irgendein {\displaystyle R}-Modul mit Homomorphismen {\displaystyle \psi _{1}:X_{1}\rightarrow Y} und {\displaystyle \psi _{2}:X_{2}\rightarrow Y}, so dass {\displaystyle \psi _{1}\circ \alpha _{1}=\psi _{2}\circ \alpha _{2}}, so gibt es genau einen Homomorphismus {\displaystyle \rho :P\rightarrow Y} mit {\displaystyle \psi _{1}=\rho \circ \varphi _{1}} und {\displaystyle \psi _{2}=\rho \circ \varphi _{2}}.

## Pushout in  Kategorien
Durch obiges Beispiel motiviert, definiert man das Pushout in beliebigen Kategorien wie folgt.
Es seien {\displaystyle \alpha _{1}:X\rightarrow X_{1}} und {\displaystyle \alpha _{2}:X\rightarrow X_{2}} zwei Morphismen einer Kategorie. Ein Paar {\displaystyle (\varphi _{1},\varphi _{2})} von Morphismen {\displaystyle \varphi _{i}:X_{i}\rightarrow P} dieser Kategorie heißt Pushout von {\displaystyle (\alpha _{1},\alpha _{2})}, falls gilt:
- {\displaystyle \varphi _{1}\circ \alpha _{1}=\varphi _{2}\circ \alpha _{2}}
- Ist {\displaystyle (\psi _{1},\psi _{2})} ein Paar von Morphismen {\displaystyle \psi _{i}:X_{i}\rightarrow Y} mit  {\displaystyle \psi _{1}\circ \alpha _{1}=\psi _{2}\circ \alpha _{2}}, so gibt es genau einen Morphismus {\displaystyle \rho :P\rightarrow Y} mit {\displaystyle \psi _{1}=\rho \circ \varphi _{1}} und {\displaystyle \psi _{2}=\rho \circ \varphi _{2}}.

Manchmal nennt man nur das Objekt {\displaystyle P} ein Pushout und meint damit, dass es Morphismen {\displaystyle \varphi _{i}:X_{i}\rightarrow P} gibt, die obiger Definition genügen. Auch das Diagramm
wird bisweilen als Pushout bezeichnet. Es gibt die zum Pullback analoge Schreibweise {\displaystyle P=X_{1}\sqcup _{X}X_{2}}.

## Beispiele
- Jedes Pullback in einer Kategorie {\displaystyle {\mathcal {K}}} ist ein Pushout in der dualen Kategorie {\displaystyle {\mathcal {K}}^{op}}, denn offenbar ist das Pushout genau das zum Pullback duale Konzept.
- In einer abelschen Kategorie ist das Pushout zu

gleich dem Kokern von {\displaystyle \alpha _{1}}.
- Ist mit obigen Bezeichnungen {\displaystyle X} das Nullobjekt einer additiven Kategorie, so ist das Pushout gleich der direkten Summe {\displaystyle X_{1}\oplus X_{2}}.
- Das einleitende Beispiel zeigt, dass es in der Kategorie der {\displaystyle R}-Moduln stets Pushouts gibt.
- In der Kategorie der Gruppen existiert stets ein Pushout. Mit obigen Bezeichnungen ist dieses gleich dem freien Produkt {\displaystyle X_{1}*X_{2}} modulo dem von {\displaystyle \{\alpha _{1}(x)\alpha _{2}(x)^{-1}:\,x\in X\}} erzeugten Normalteiler {\displaystyle N} mit den natürlichen Abbildungen {\displaystyle \varphi _{i}:X_{i}\rightarrow X_{1}*X_{2}\rightarrow X_{1}*X_{2}/N}[3] Diese Konstruktion tritt beim Satz von Seifert-van Kampen auf.
- In der Kategorie der kommutativen Ringe mit Einselement ist das Pushout mit obigen Bezeichnungen gleich dem Tensorprodukt {\displaystyle X_{1}\otimes _{X}X_{2}} versehen mit der Eins {\displaystyle 1\otimes 1} und der durch {\displaystyle (a\otimes b)\cdot (c\otimes d):=(a\cdot c)\otimes (b\cdot d)} bestimmten Multiplikation.
- In der Kategorie der Mengen ist das Pushout {\displaystyle (X_{1}\sqcup X_{2})/{\sim }}, wobei {\displaystyle \sim } die von {\displaystyle \{(\alpha _{1}(x),\alpha _{2}(x)):x\in X\}} erzeugte Äquivalenzrelation auf der disjunkten Vereinigung {\displaystyle X:=X_{1}\sqcup X_{2}} ist.
- Ähnlich lassen sich Pushouts von topologischen Räumen beschreiben. Diese spielen bei Verklebekonstruktionen eine Rolle.